# Cầy mangut đỏ hung
Herpestes smithii là một loài động vật có vú trong họ Cầy mangut, bộ Ăn thịt. Loài này được Gray mô tả năm 1837.
Loài này sinh sống ở Ấn Độ và Sri Lanka. Loài cầy này cùng loài cầy mangut cổ sọc là hai loài mangut bản địa Ấn Độ và Sri Lanka.

## Hình ảnh

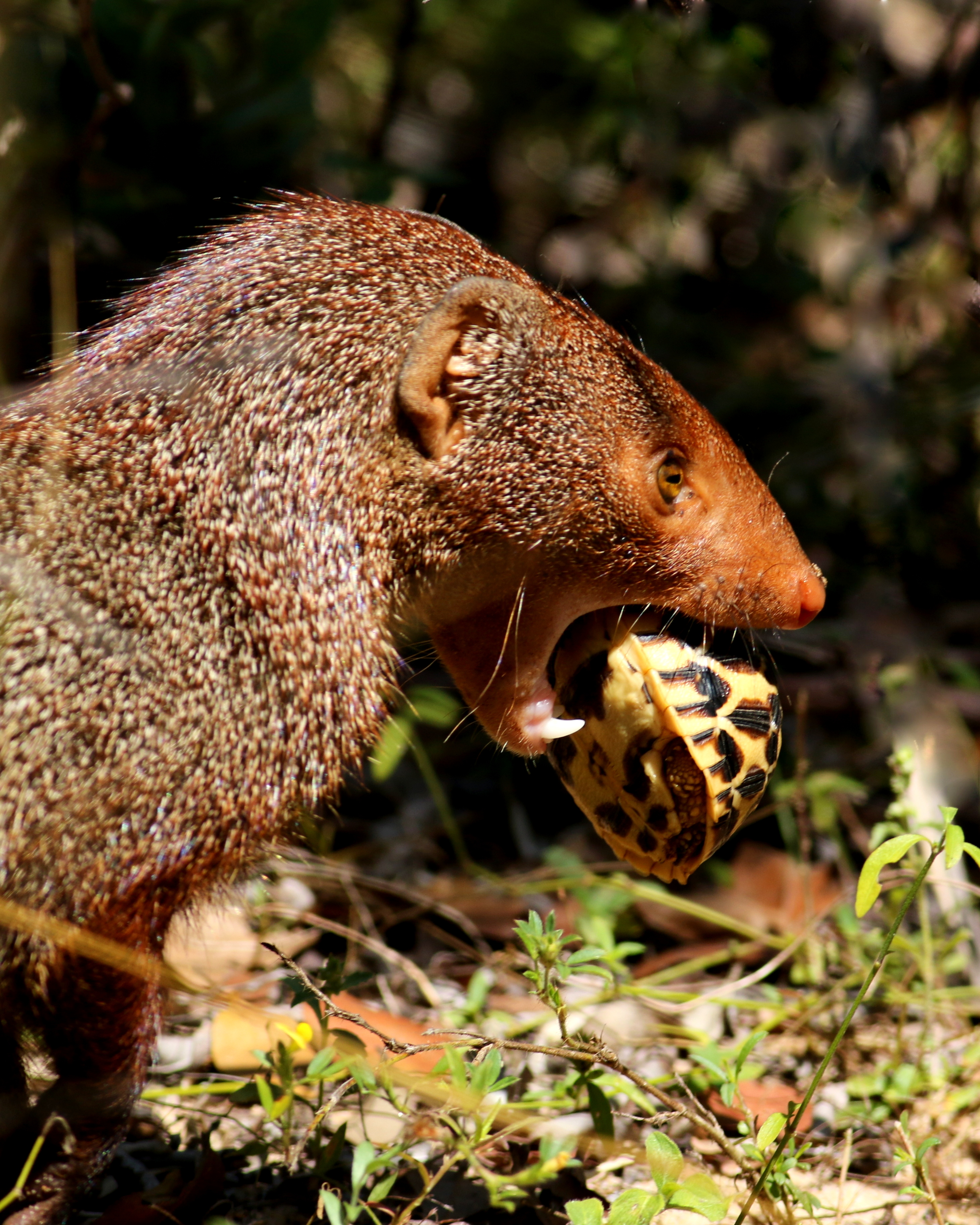
Đang gặm một con rùa
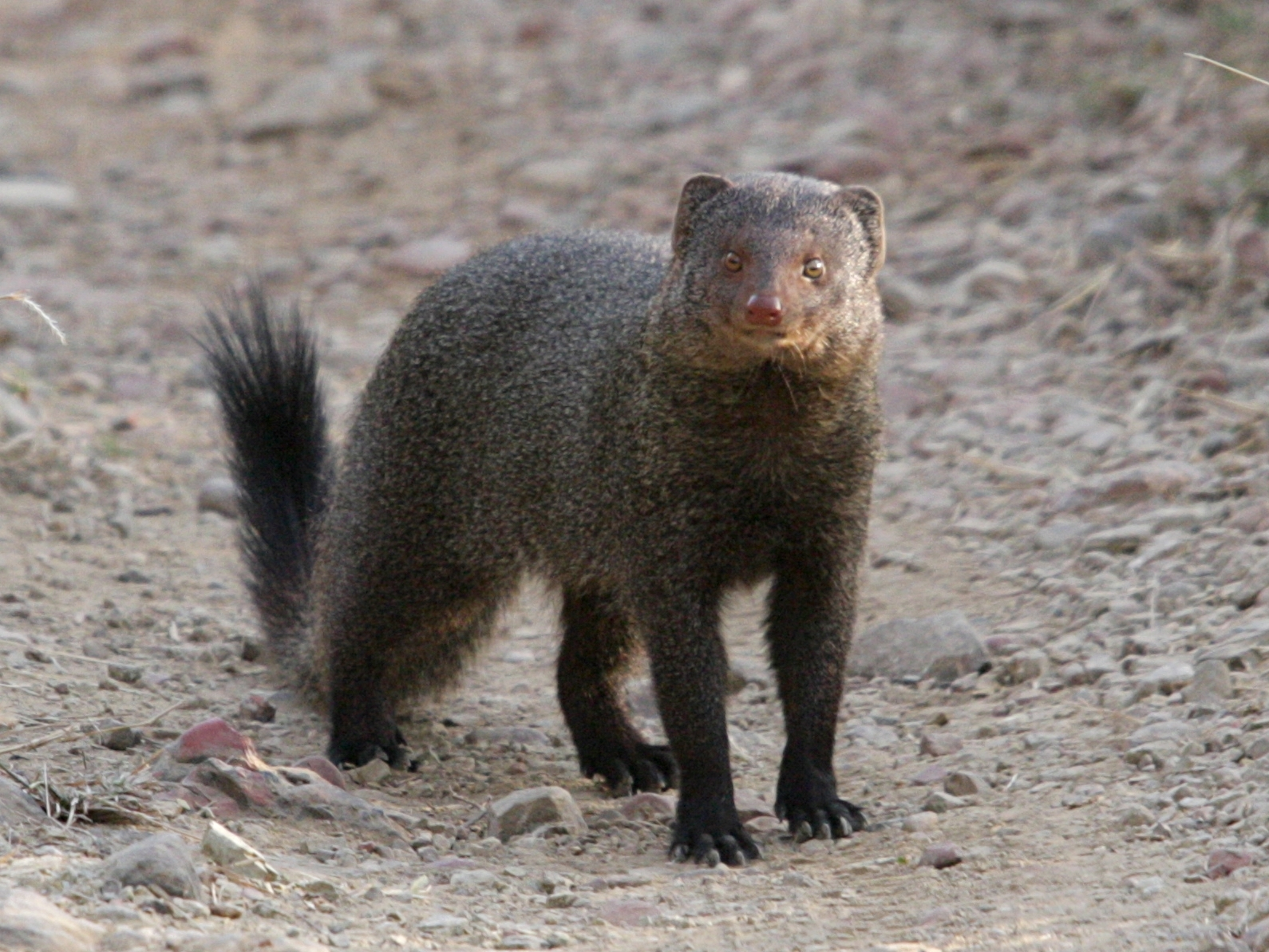
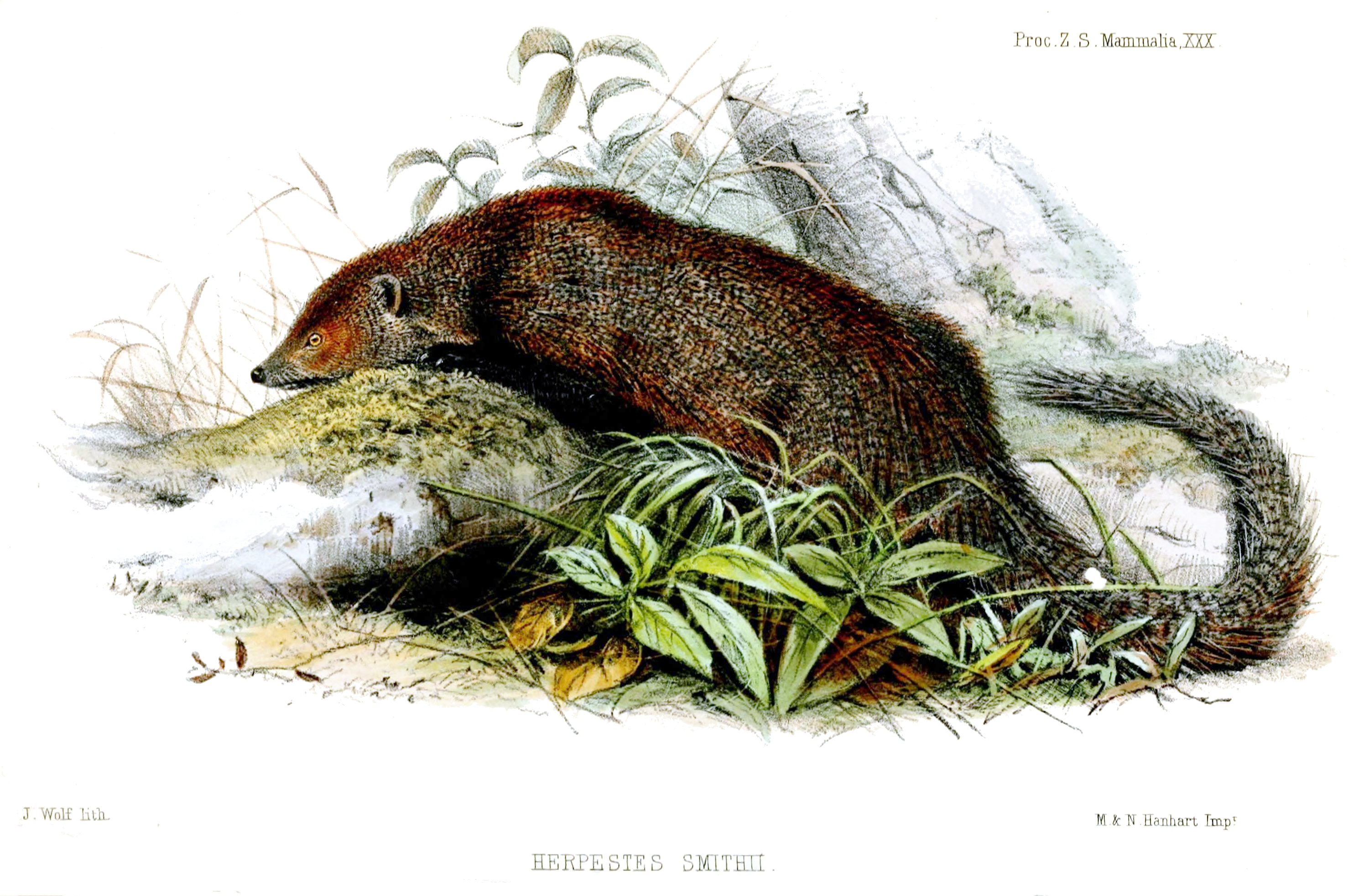
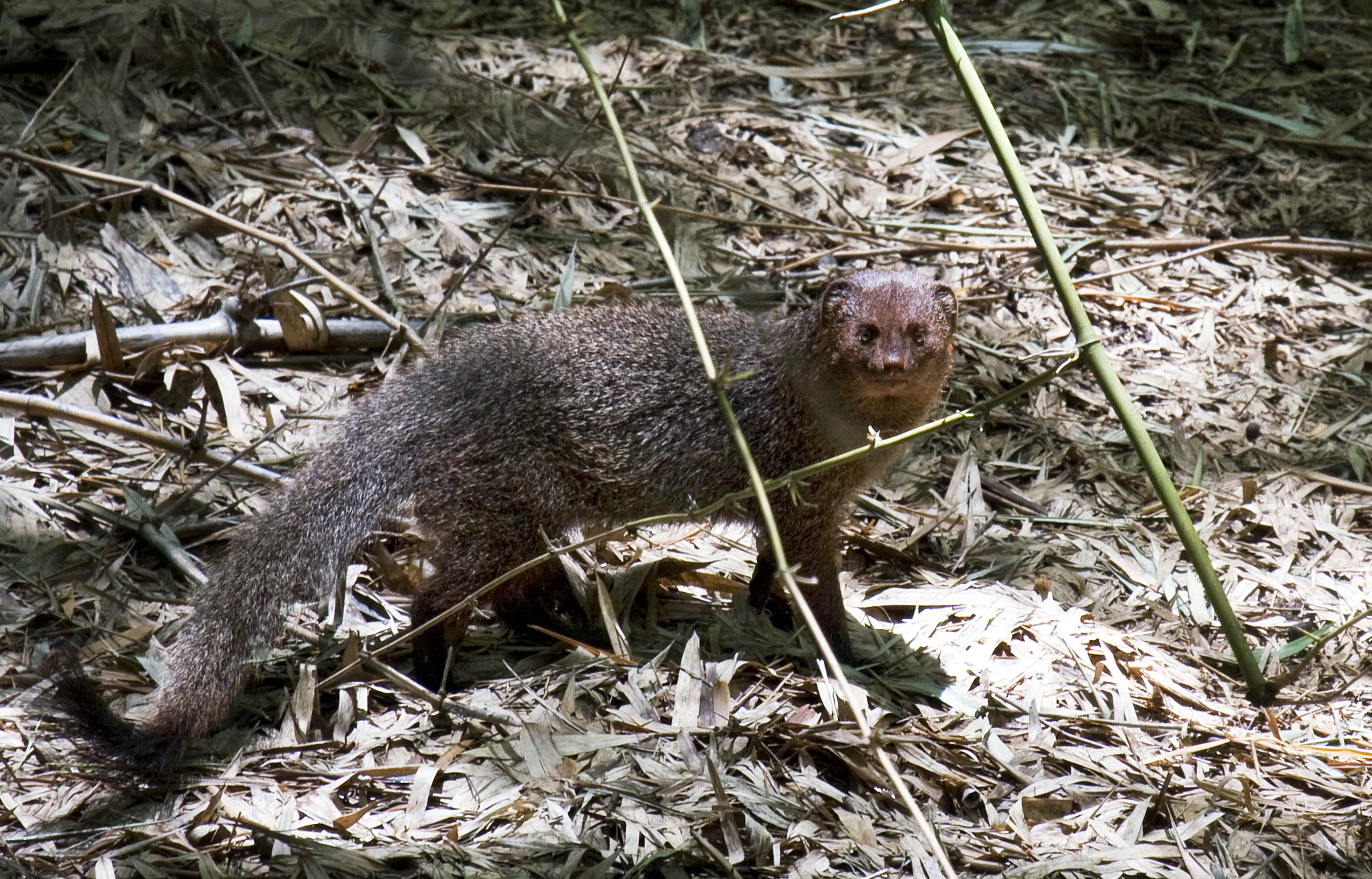
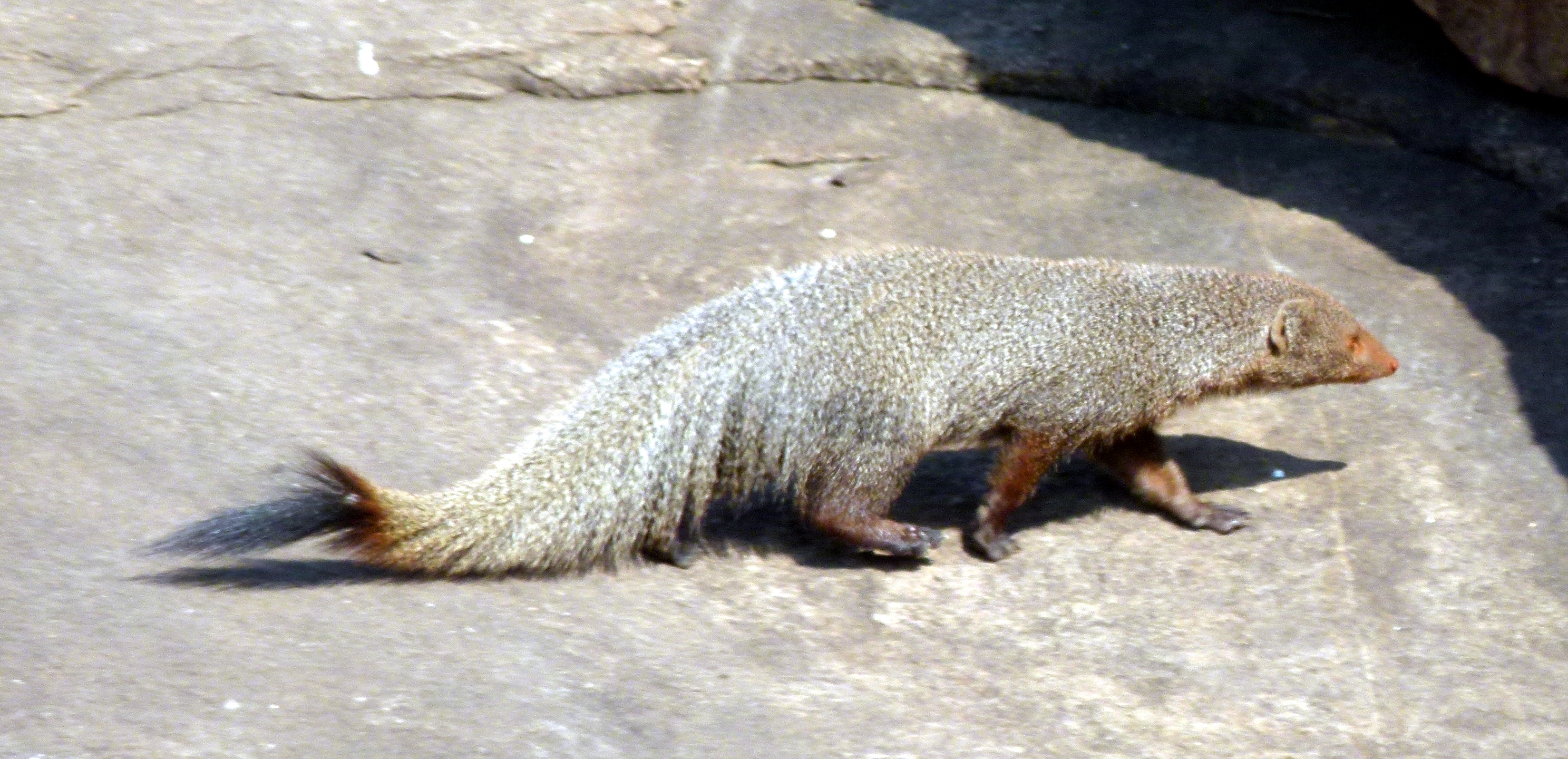